# Phelsuma serraticauda
Phelsuma serraticauda is een hagedis die behoort tot de gekko's. Het is een van de soorten madagaskardaggekko's uit het geslacht Phelsuma.

## Naam en indeling
De wetenschappelijke naam van de soort werd voor het eerst voorgesteld door Robert Friedrich Wilhelm Mertens in 1963. De soortaanduiding serraticauda betekent vrij vertaald 'gezaagde staart'.

## Uiterlijke kenmerken
Phelsuma serraticauda bereikt een kopromplengte tot zes centimeter en een totale lichaamslengte inclusief staart tot 16 cm. De hagedis heeft een groene kleur en heeft een vage tekening zonder strepen. Het aantal schubbenrijen op het midden van het lichaam bedraagt 88 tot 96. De gekko heeft een gekartelde staartzoom, waaraan de wetenschappelijke soortnaam serrati-cauda te danken is; dit betekent letterlijk 'getande staart'.

## Verspreiding en habitat

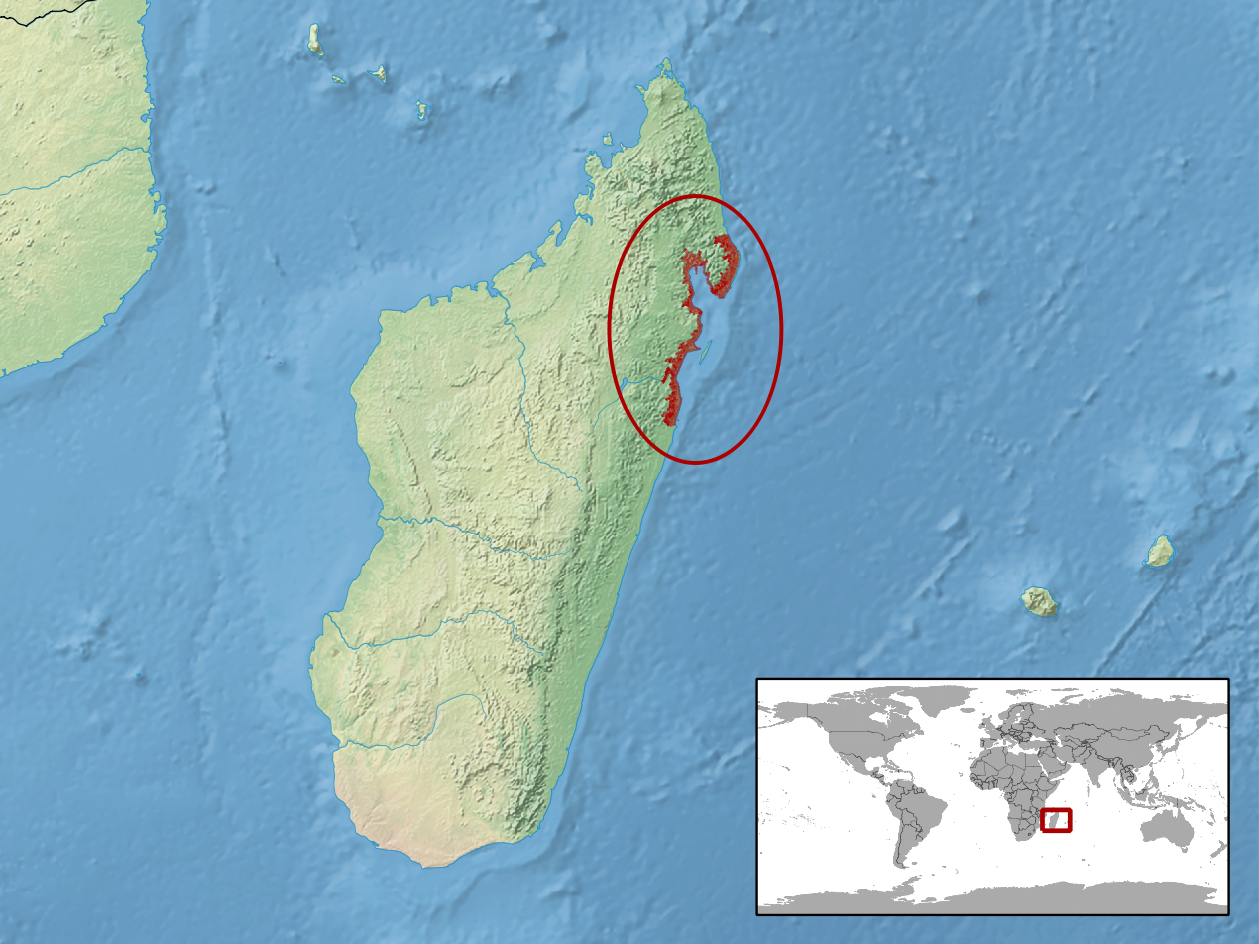
Verspreidingsgebied in het rood.

De soort komt voor in delen van Afrika en leeft endemisch in oostelijk Madagaskar. De habitat bestaat uitsluitend uit door de mens aangepaste streken zoals plantages. De soort is aangetroffen van zeeniveau tot op een hoogte van ongeveer 75 meter boven zeeniveau.

## Beschermingsstatus
Door de internationale natuurbeschermingsorganisatie IUCN is de beschermingsstatus 'bedreigd' toegewezen (Endangered of EN).